# Isodontia paludosa
Isodontia paludosa là một loài côn trùng cánh màng trong họ Sphecidae, thuộc chi Isodontia. Loài này được Rossi miêu tả khoa học đầu tiên năm 1790.